# Крейг Девід
Крейг Ешлі Девід (англ. Craig Ashley David; 5 травня 1981, Саутгемптон) — британський співак і автор пісень.

## Біографія
Крейг Девід почав займатися музикою з раннього віку. Перші уроки гри на гітарі йому дав батько, який сам займався музикою і грав у музичній групі, яка називалася «Eboney Rockers». Вже підлітком Крейг почав складати власні пісні, а у 14 років став діджеєм на піратській радіостанції. Одночасно він грав в місцевому клубі.
Першим помітним успіхом для Крейга стала перемога в національному конкурсі з композицією «I'm Ready». Після цього Крейг почав працювати спільно з Марком Гіллом з дуету Artful Dodger. Крейг брав участь у записі альбому дуету, в тому числі успішного синглу «Rewind». Надалі Марк Гілл допоміг йому записати сольний альбом «Born To Do It», що вийшов у 2000 році.
Вже перший сингл з цього альбому, «Fill Me In», зробив Крейга Девіда наймолодшим британським музикантом, який займав перший рядок національного хіт-параду.
Іншими відомими синглами Крейга Девіда з альбому «Born To Do It» є «7 Days» і «Walking Away». Ці композиції зробили його популярним у всьому світі. Згодом Крейг Девід записав альбоми «Slicker Than Your Average» (2002), «The Story Goes…» (2005 рік), «Trust Me» (2007 рік), проте вони не були настільки успішними, як перший.
Одним з його останніх великих хітів був дует зі Стінгом, «Rise & Fall» (2003 р., 2-е місце у Великій Британії). 2010 року вийшов альбом «Signed Sealed Delivered».